# アルフレード・オリアーニ (駆逐艦)
アルフレード・オリアーニ（Alfredo Oriani）はイタリア王立海軍の駆逐艦。

## 艦歴
イタリアが第二次世界大戦に参戦した当時、オリアーニは同型艦のアルフィエーリ、ジョベルティ、カルドゥッチとともに第9駆逐艦隊を構成していた。

### 1940年
6月12日の深夜2時に同部隊の艦、第1巡洋艦隊（重巡洋艦ザラ、フィウメ、ゴリツィア）、第8巡洋艦隊（軽巡洋艦ドゥーカ・デッリ・アブルッツィおよびガリバルディ）第16駆逐艦隊（ダ・レッコ、ペッサーニョ、ウゾディマーレ）とともにイオニア海の哨戒のためにターラントを出航した。
7月2日に同型艦部隊、第1巡洋艦隊（ザラ、フィウメ、ゴリツィア）、軽巡洋艦バンデ・ネーレおよびコレオーニ、第10駆逐艦隊（マエストラーレ、グレカーレ、リベッチオ、シロッコ）とともに、リビヤから帰還する護送船団（トリポリあらナポリに向かう水雷艇プロチオーネ、オルサ、ペガソに護衛された兵員輸送船エスペニアおよびヴィクトリア）の間接護衛任務についた。
7月7日の午後に同型艦部隊および第2艦隊の残り（ポーラ）、第1、第2、第3および第7巡洋艦隊の全11隻、第10、第11、第12および第13駆逐艦隊とともに出航し、その後第1艦隊と合流して7月9日のカラブリア沖海戦に参加した。戦闘中にイタリア艦隊が後退する際に、第9駆逐艦隊は魚雷による反撃のために派遣され、13,500メートルの距離から合計5発を発射したが、命中させることはできなかった。
7月30日から8月1日にかけて、同型艦部隊、巡洋艦ポーラ、ザラ、フィウメ、ゴリツィア、トレント、ダ・バルビアーノ、アルベルト・ディ・ジュッサーノ、エウジェニオ・ディ・サヴォイア、ドゥーカ・デッリ・アブルッツィ、アッテンドーロ、モンテクッコリ、第12、第13、第15駆逐艦隊の11隻とともにリビヤに向かう貨物船10隻、駆逐艦4隻および水雷艇12隻からなる船団の間接護衛任務についた。
11月27日の昼頃、ポーラ、第1巡洋艦隊および第9駆逐艦隊の同型艦とともにナポリを出航し、決着がつかなかったスパルティヴェント岬沖海戦に参加した。

### 1941年
3月26日の11時、第9駆逐艦隊の同型艦および第1艦隊（ザラ、ポーラ、フィウメ）とともにヴィトリオ・キニゴー中佐の指揮のもとターラントを出航し、戦艦ヴィットリオ・ヴェネト、第3巡洋艦隊（トレント、ボルツァーノ）、第8巡洋艦隊（ガリバルディ、ドゥーカ・デッリ・アブルッツィ）第13駆逐艦隊（グラナティエーレ、ベルサリエーレ、フチリエーレ、アルピーノ）、第16駆逐艦隊（ダ・レッコ、ペッサーニョ）、第12駆逐艦隊（コラッツィエーレ、カラビニエーレ、アスカリ）とともに、後にマタパン岬沖海戦と呼ばれることになる「ガウド」作戦に参加した。
この戦闘中、3月28日の夕方にポーラが雷撃機による攻撃で航行不能となった。イタリア艦隊の司令官アンジェロ・イアキーノ提督は第1艦隊と第9駆逐艦隊の全艦を損傷した巡洋艦を救助するために差し向けたが、22時27分にポーラの近辺に到着したときに、英戦艦バーラム、ヴァリアント、ウォースパイトから、まずザラ、フィウメ、アルフィエーリ、カルドゥッチが砲撃を受け、次にポーラ（英駆逐艦からの魚雷攻撃も受けた）が攻撃された。戦闘開始時に、戦列の最後尾に位置し、その前にカルドゥッチがいた。ある程度の深刻な損傷を被ったもののどうにか後退し、無傷のジョベルティとともに撤退することができたが、これは煙幕を張って部隊の退却を隠蔽し、イギリス艦隊に向かったカルドゥッチの犠牲によるものだった。
7月16日から18日にかけて、駆逐艦ランチエーレ、ジェニエーレ、ジョベルティおよび水雷艇チェンタウロとともに、巡洋艦トリエステ、ボルツァーノおよび駆逐艦カラビニエーレ、アスカリ、コラッツィエーレの間接護衛を受けつつ、ターラント・トリポリ航路の兵員輸送船マルコ・ポーロ、ネプチュニア、オチェアニアで構成される船団の護衛の一角を担っていた。
8月4日、蒸気船ニータ、アキタニア、エルネスト、ニルヴォ、カステルヴェルデで構成された船団を、駆逐艦アヴィエーレ、ジェニエーレ、ジョベルティ、カミチア・ネーラ、水雷艇カリオペとともに護衛するためにナポリを出航し、その後油槽船ポツァリカが合流した。8月6日に、ニータが英空軍第830飛行隊の航空機からの攻撃を受けて北緯35度15分、東経12度17分の地点で沈没した。カミチア・ネーラとカリオペの救出の試みは無駄に終わったが、船団の他の艦船は翌日に目的地に到着した。
8月19日に、駆逐艦ヴィヴァルディ、ダ・レッコ、ジョベルティ、水雷艇デッツァとともにナポリからトリポリへの船団（兵員輸送船マルコ・ポーロ、エスペリア、ネプチュニアおよびオチェアニア）の護衛をつとめ、第10駆逐艦隊（マエストラーレ、グレカーレ、リベッチオ、シロッコ）がのちに合流した。
8月20日、船団はすでにトリポリへの安全な航路に入っており、英潜水艦アンピーテンからの魚雷攻撃も回避していたが、英潜水艦ユニークがエスペリアを魚雷攻撃し、エスペリアは北緯33度03分、東経13度03分の位置で沈没した。乗員1139名が救助されたが、31名の犠牲者が出た。
8月26日から29日にかけて、駆逐艦エウロ、水雷艇プロチオーネ、オルサ、クリオとともにナポリからトリポリに向かう蒸気船エルネストおよびアキタニア、内燃機船コル・ディ・ラーナおよび油槽船ポツァリカの護衛を務めていた。27日に船団は英潜水艦アージから2度攻撃され、ポツァリカへの攻撃は外れたがアキタニアが損傷を受け（オルサの援助を受けてトラーパニに帰還した）、クリオが反撃したが逃れた。船団の他の船舶は29日に目的地に到着した。
9月には「テンビエン」船団の護衛も努めたが、ビッカース ウェリントン爆撃機の攻撃を受け、ニコロ・オデーロとカッファーロが爆撃で火災を起こし、爆発した。
9月24日、駆逐艦ランポ、フルミーネ、ストラーレとともに、貨物船アムステルダム、ステルヴェルデおよびペルラで構成される船団の護衛を務め、パンテッレリーア沖でおそらく英潜水艦からの攻撃を受けたが、イギリス側からの発表はなかった。
10月16日から19日にかけて、駆逐艦オリアーニ、フォルゴーレ、フルミーネ、ウソディマーレ、ダ・レッコ、セベニーコとともに、ナポリからトリポリに向かう船団（貨物船ベッペ、マーリン・サヌード、プロビタス、パオリーナ、カテリーナ）の護衛を務め、後に内燃機漁船アンバ・アラダム、水雷艇カスチーノが合流した18日にベッペが英潜水艦アーシュラからの魚雷攻撃を受け、タグボートマックス・バレントに曳航され、ダ・レッコと水雷艇カリオペの支援を受けて21日にトリポリに到着し、カテリーナは航空攻撃を受けて被害を報告し、トリポリの350°方向62カイリ地点で沈没した。船団の残りは19日にトリポリに到着した。
1941年11月8日の朝、オリアーニ（相変わらずヴィトリオ・キニゴー中佐が指揮）はトリポリに向かう貨物船ドュースブルク、サン・マルコ、サジッタ、マリア、リーナ・コッラード、コンテ・ディ・ミスラータ、ミナティランで構成される「ドュースブルク」船団（物資34,473トン、車両389両、人員243名を搭載）を、駆逐艦マエストラーレ、グレカーレ、フルミーネ、エウロとともに護衛した（間接護衛として重巡洋艦トレント、トリエステおよび駆逐艦4隻が派遣された）。翌日の夜、輸送船団はイギリス海軍の「K」部隊（オーロラ、ペネロピおよび駆逐艦ランス、ライヴリー）の攻撃を受け破壊され、全ての貨物船とフルミーネが沈没し、グレカーレが深刻な損傷を負った。戦闘開始時に、マエストラーレは船団の左舷側を航行しており、貨物船を煙幕で覆い数発打ち返したが効果はなかった。間接護衛の中でオリアーニだけが無傷で戦闘を切り抜けた。戦闘後、オリアーニは損傷を受けて動けなくなったグレカーレを曳航してトラーパニに向かった。
11月19日に、ジョベルティ、マエストラーレとともにトリポリからナポリに帰還する「アルファ」船団（アンカラおよびヴェニエール）を護衛した（シチリア海峡でのイギリス軍の海空のプレゼンスから、船団は目的地をターラントに変更した）。
12月13日の18時40分に艦隊（戦艦ドゥイリオ、重巡洋艦ゴリツィア、駆逐艦ジョベルティおよびマエストラーレ）とともに<<M. 41>>作戦（ターラントおよびアルゴストリからベンガジに向かう、貨物船ファビオ・フィルツィ、カルロ・デル・グレコ、モンジネヴロ、ナポリ、アンカラ、カポ・オルソ、護衛の駆逐艦ダ・レッコ、ウソディマーレ、ペッサーニョ、サエッタ、マロチェッロ、水雷艇ペガソからなる3つの船団）の間接護衛を務めた。しかしながら、作戦は英潜水艦アップライトによる攻撃でフィルツィとデル・グレコが沈没し、リットリオが深刻な損傷を負い、イセオとカポ・オルソが衝突して深刻な損傷を負うという犠牲を伴った。
12月16日に第10駆逐艦隊に編入され、戦艦アンドレア・ドーリア、ジュリオ・チェーザレ、リットリオ、重巡洋艦トレントおよびゴリツィア、駆逐艦グラナティエーレ、ベルサリエーレ、フチリエーレ、アルピーノ、コラッツィエーレ、カラビニエーレ、ジョベルティ、マエストラーレ、ウソディマーレとともにリビヤへの護送船団作戦<<M 42>>（駆逐艦サエッタ、ダ・レッコ、ヴィヴァルディ、ダ・ノーリ、マロチェッロ、ペッサーニョおよびゼーノに護衛された貨物船モンジネヴロ、ナポリ、アンカラ、ヴェットール・ピサーニで構成された2つの船団、どちらもターラントを出航してベンガジ（アンカラとサエッタ）とトリポリ（残りの艦船）を目指す）の間接護衛任務についた。間接護衛グループは、オリアーニが敵艦の煙の距離を間違って報告したことから勃発した、後に第1次シルテ湾海戦と呼ばれるイギリス艦隊との戦闘を行った一方で.、船団のは18日に無傷で目的地に到着した。

### 1942年
1月3日の16時、戦艦ドゥイリオ、軽巡洋艦ガリバルディ、モンテクッコリ、アッテンドーロ、駆逐艦マエストラーレ、シロッコ、マロチェッロとともに、<<M. 43>>作戦（駆逐艦ヴィヴァルディ、ダ・レッコ、ウゾディマーレ、ベルサリエーレ、フチリエーレ、フレッチャおよび水雷艇プロチオーネ、オルサ、カストーレ、アレトゥーサ、アンタレスに護衛された貨物船モンジネヴロ、ニーノ・ビクシオ、レリチ、ジーノ・アッレグリ、モンヴィーゾ、ジュリオ・ジョルダーニに護衛されてメッシーナ、ターラント、ブリンディジからトリポリに向かう3つの船団）の間接護衛を務めた。船団が5日に目的地に到着した後、オリアーニと他の艦船は2月6日に基地に戻った。
1月22日、<<T. 18>>作戦（駆逐艦ヴィヴァルディ、マロチェッロ、ダ・ノーリ、アヴィエーレ、ジェニエーレ、カミチア・ネーラおよび水雷艇オルサとカストーレに護衛されたターラントを出航した兵員輸送船ヴィクトリア、メッシーナを出航した貨物船ラヴェッロ、モンヴィーゾ、モンジネヴロ、ヴェットール・ピサーニ）の間接護衛任務を務めた。船団は雷撃機による2回の攻撃でヴィクトリアが沈没したものの、24日にトリポリに到着した。
1942年2月21日の18時30分、巡洋艦ゴリツィア、トレント、バンデ・ネーレおよび駆逐艦アルピーノ、ダ・ノーリとともに、<<K. 7>>作戦の一環としてケルキラ島およびメッシーナから出航しトリポリに向かう2つの船団（駆逐艦ヴィヴァルディ、マロチェッロ、プレミューダ、ストラーレ、ピガフェッタ、ペッサーニョ、ゼーノ、シロッコ、マエストラーレおよび水雷艇シルチェ、パラーデに護衛された貨物船モンジネヴロ、ラヴェッロ、ウニオーネ、ジョルダーニ、レリーチ、モンヴィーゾ）を間接護衛するためにメッシーナから出航した。
3月7日から10日にかけて、巡洋艦モンテクッコリ、ガリバルディおよびエウジェニオ・ディ・サヴォイアとともに、ブリンディジ、メッシーナ、ナポリからトリポリへ4隻の高速内燃機船と、帰還時には他の4隻の内燃機船の間接護衛を務めた。
オリアーニは3月21日の深夜に第11駆逐艦隊（アヴィエーレ、アスカリ）に編入され、戦艦リットリオとともに第2次シルテ湾海戦に参加したが、重要な役割は果たさなかった。
1942年の春に、オリアーニはアスカリおよび第7巡洋艦隊（巡洋艦エウジェニオ・ディ・サヴォイアおよびライモンド・モンテクッコリ）とともにカリャリに配備され、北アフリカへの船団輸送に対するイギリス艦船の攻撃に対する「緊急」部隊を形成した。
6月13日16時30分、艦隊指揮官を務めるリッカルド・ポントレモリ大佐の指揮の下、第10駆逐艦隊（アスカリ、ジョベルティ、プレミューダ）の一員としてカリアリを出港し、第7巡洋艦隊（モンテクッコリ、エウジェニオ・ディ・サヴォイア）および第14駆逐艦隊（ヴィヴァルディ、ゼーノ、マロチェッロ）とともに、6月中旬の海戦の一環として英輸送船団ハープーンを攻撃した。。戦闘開始時、オリアーニ、アスカリ、プレミューダ（ジョベルティはゼーノと同様にエンジン故障のため帰投）が編隊を率いており、14日05時40分、オリアーニとアスカリは英駆逐艦ベドウィンとパートリッジに対して19,000メートルの距離から砲撃を開始した。05時50分、2艦のうちの片方（どちらかは定かではない）の砲撃がベドウィンに命中し、その後、06時7分から06時09分の間に、駆逐艦マルヌとマッチレスに砲撃を行ったが命中しなかった。06時17分、オリアーニ、アスカリ、プレミューダは、イギリス軍の砲弾によって動けなくなり炎上したヴィヴァルディを救助するために派遣された。09時49分、オリアーニとアスカリはブリストル ボーフォート雷撃機の攻撃を受けたが失敗に終わり、その後第7巡洋艦隊に復帰した。12時35分頃、2隻の駆逐艦はベドウィンとパートリッジに対して再び砲撃を行い、12時57分、第7巡洋艦隊から離れた後、航空攻撃で損傷を受けた油槽船ケンタッキーに対して12,000メートルから砲撃を行った。その後、巡洋艦と合流し、13時20分にベドウィンに向けて出撃したが、直後にSM.79スパルヴィエーロスパルヴィエーロからの攻撃でベドウィンは沈没した。13時43分にオリアーニはケンタッキーに向けて魚雷を発射して命中したが、限定的な爆発しか起こらず、僅かな損傷を与えたに留まった。オリアーニとアスカリはその後、独伊の航空機とともに砲撃を行い、ケンタッキーと蒸気船バルドワンを撃沈した。。戦闘を通じてオリアーニは168発の120ミリ砲弾を発射した。
8月11日の夕方から12日の朝にかけて、オリアーニは8月中旬の戦闘に参加するため、第3（ゴリツィア、ボルツァーノ、トリエステ）および第7巡洋艦隊（エウジェニオ・ディ・サヴォイア、アッテンドーロ、モンテクッコリ）を先導して出撃したが、同艦は敵の攻撃を恐れて13日に帰還命令を受けた（ボルツァーノとアッテンドーロも魚雷攻撃を受けて大破した）。
9月、オリアーニは近代化改修を受け、ドイツ製の音響測深儀を装備し、爆雷投射機は新たに製造された2つのものと交換され、120 mmの照明弾発射筒が取り外されて、3基のの2連装65口径20 mm機関銃に置き換えられ、艦橋の機関銃は単装機関銃に交換された。
11月4日、マエストラーレ、グレカーレ、ジョベルティ、水雷艇クリオとアニモーゾ、もう一隻の近代的駆逐艦ヴェリーテとともにナポリから出港し、トリポリに向かう内燃機船ジュリアとチゾーネ、蒸気船ヴェローチェを護衛し、何度も空襲を受けたにもかかわらず、輸送船団は無傷でリビアに到着した最後の船団となった。

### その後
1943年の間に、オリアーニはドイツ製の「De.Te.」型レーダーの搭載、後部魚雷発射装置と20/65 mm機関砲の撤去、37/54 mm機関砲2門と多数の20/65 mm単装砲の搭載など、さらなる改修を受けた。
その後、物資の高速輸送に使われるようになった。
休戦協定が宣言されると、同艦は残りの海軍戦隊（戦艦ローマ、戦艦ヴィットリオ・ヴェネト、イタリア、軽巡洋艦ライモンド・モンテクッコリ、エウジェニオ・ディ・サヴォイア、アッティリオ・レゴロ、駆逐艦ミトラリエーレ、フチリエーレ、カラビニエーレ、ヴェリーテ、レジナリオ、オリアーニ、アルティリエーレ、グレカーレ、水雷艇オルサ、オリオーネ、アルディメントーゾ、インペトゥオーゾ）
とともにラ・スペツィアから出港し、マルタで連合国に降伏し、9月11日にマドリエナ塔に到着して停泊した.
9月12日、戦艦アンドレア・ドーリアから給油を受け、14日にはレジオナリオとともに島を離れ、まずビゼルトに向かい、その後アルジェに向かった。
そこで2艦つはいくつかのアメリカ軍部隊とその装備を乗船させ、イタリア軍とフランス軍が島でドイツ軍に対抗するレジスタンスを支援するために、それらをコルシカ島のアジャクシオに輸送し、任務を完了した後、9月29日08:00にマルタに戻り、レジオナリオはマルサックスロックに、オリアーニはマルサスカラに停泊した
。
10月4日にオリアーニは他の多数の艦艇（レジオナリオ、巡洋艦ガリバルディ、アブルッツィ、ポンペオ・マンゴ、水雷艇リブラ、カリオペ、コルベットのアーペ、コルモラーノ、ダナイデ、ガッビアーノ、ミネルヴァ、ペッリカーノ、人間魚雷MS35、MS54、MS55、MS56、MS61、MS64、潜水駆逐艦VAS201、VAS204、VAS224、VAS233、VAS237、VAS240、VAS241、VAS246、VAS248）とともにイタリアに帰還した。
休戦に至るまで、オリアーニは合計168回のの戦争任務（艦隊戦闘14、対潜戦闘3、輸送4、輸送船団護衛62、訓練19、その他56）を遂行し、総航行距離は56,782カイリ、290日を費やした
。
その後、1944年から1945年にかけて主に護衛任務に就いたが、ドイツ軍部隊と戦闘したこともあった。1943年から1945年の間で、オリアーニは143回の任務につき、40,000カイリを航行した。
1948年、講和条約の条項により、オリアーニはイタリア海軍から除籍され、フランス海軍に譲渡された
。
D'Estaing と改名されたが、1954年にスクラップになるまでフランス国旗の下で使用されることはなかった。

### 艦長
- マリオ・パンツァーに中佐（1899年3月22日、リヴォルノ生まれ、1939年6月 - 1940年11月）
- エルネスト・ジュリアーティ中佐（1902年10月8日、パルマ生まれ、1940年11月 - 1941年2月）
- ヴィットーリオ・キニゴー中佐（1900年10月26日、ボローニャ生まれ、1941年2月 - 1942年3月14日）
- パオロ・ペスキ中佐（1900年9月11日、レルマ生まれ、1942年3月15日 - 1943年1月）
- リッカルド・ポントレモーリ中佐（1900年3月21日、スペツィア生まれ、1942年1月に一時的に）
- ピエトロ・スカマッカ中佐（1902年3月13日、カターニア生まれ、1943年1月 - 12月）

## 書誌情報
- Joseph Caruana (September 2010). "Interludio a Malta". Storia Militare (204).
- Giorgio Giorgerini (2002). La guerra italiana sul mare. La Marina tra vittoria e sconfitta, 1940-1943. Mondadori. ISBN 978-88-04-50150-3。
- Gianni Rocca [in イタリア語] (1987). Fucilate gli ammiragli. La tragedia della Marina italiana nella seconda guerra mondiale. Milano: Mondadori. ISBN 978-88-04-33826-0。